# Vrigne aux Bois
Pour les articles homonymes, voir Vrigne (homonymie).
Vrigne aux Bois (sans traits d'union entre les mots) est une commune nouvelle française située dans le département des Ardennes, en région Grand Est. Elle a été créée le 1er janvier 2017.
Elle est issue de la fusion des communes de Vrigne-aux-Bois et de Bosseval-et-Briancourt, qui sont devenues « communes déléguées ». Son chef-lieu est fixé à Vrigne-aux-Bois.
Ses habitants sont les Vrignois

## Géographie
Les communes limitrophes sont Gernelle, Donchery, Vrigne-Meuse, Issancourt-et-Rumel, Vivier-au-Court et Gespunsart.

### Localisation
Vrigne aux Bois une ville ardennaise de la vallée de la Meuse marquée par son passé métallurgique, située à une 8 km au nord-ouest de Sedan, 10 km au sud-ouest de Charleville-Mézières, à 112 km de Liège et à 80 km au nord-est de Reims, jouxtant la frontière franco-belge.
Le territoire communal est traversé par l'autoroute A34 dont la sortie la plus proche se trouve à Vivier-au-Court.
La commune compte deux hameaux, Bosseval (ancienne commune de Bosseval-et-Briancourt) et Tendrecourt, en continuité de Vrigne-aux-Bois et de Vivier-au-Court.

### Communes limitrophes
| Gernelle Gespunsart                 | Belgique        |          |
| Vivier-au-Court Issancourt-et-Rumel | Vrigne aux Bois | Donchery |
| Vrigne-Meuse                        | Donchery        |          |

### Hydrographie
La commune est dans le bassin versant de la Meuse au sein du bassin Rhin-Meuse. Elle est drainée par le ruisseau la Vrigne, le ruisseau la Claire, le ruisseau du Rossignol, le ruisseau de la Fontaine des Vieilles Loges, le ruisseau du Terne de la Borne et le ruisseau de Thiwe,.
Le ruisseau la Vrigne, d'une longueur de 17 km, prend sa source dans la commune de Gespunsart et se jette  dans la Meuse à Vrigne-Meuse, après avoir traversé sept communes.

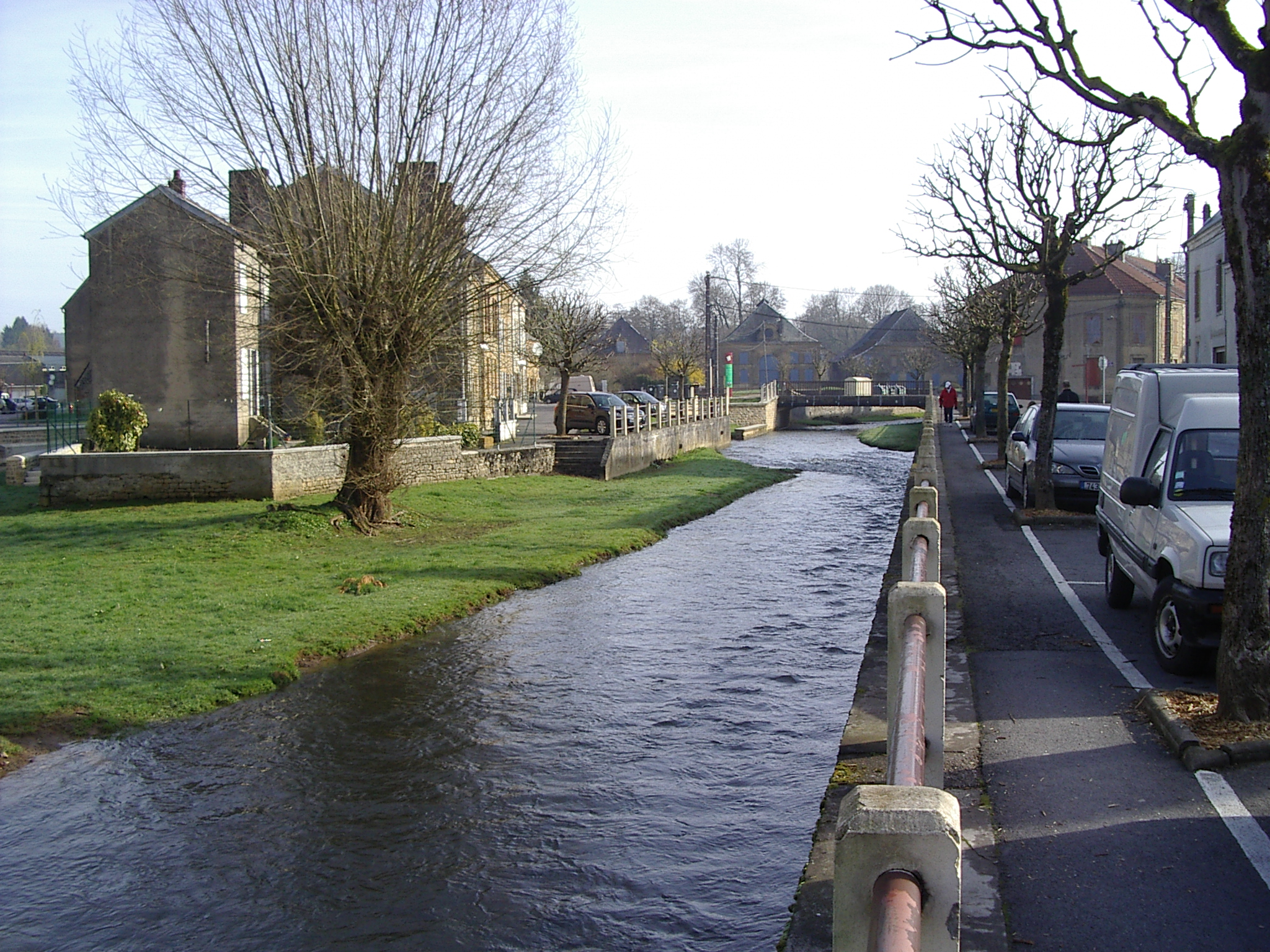
La Vrigne à Vrigne-aux-Bois
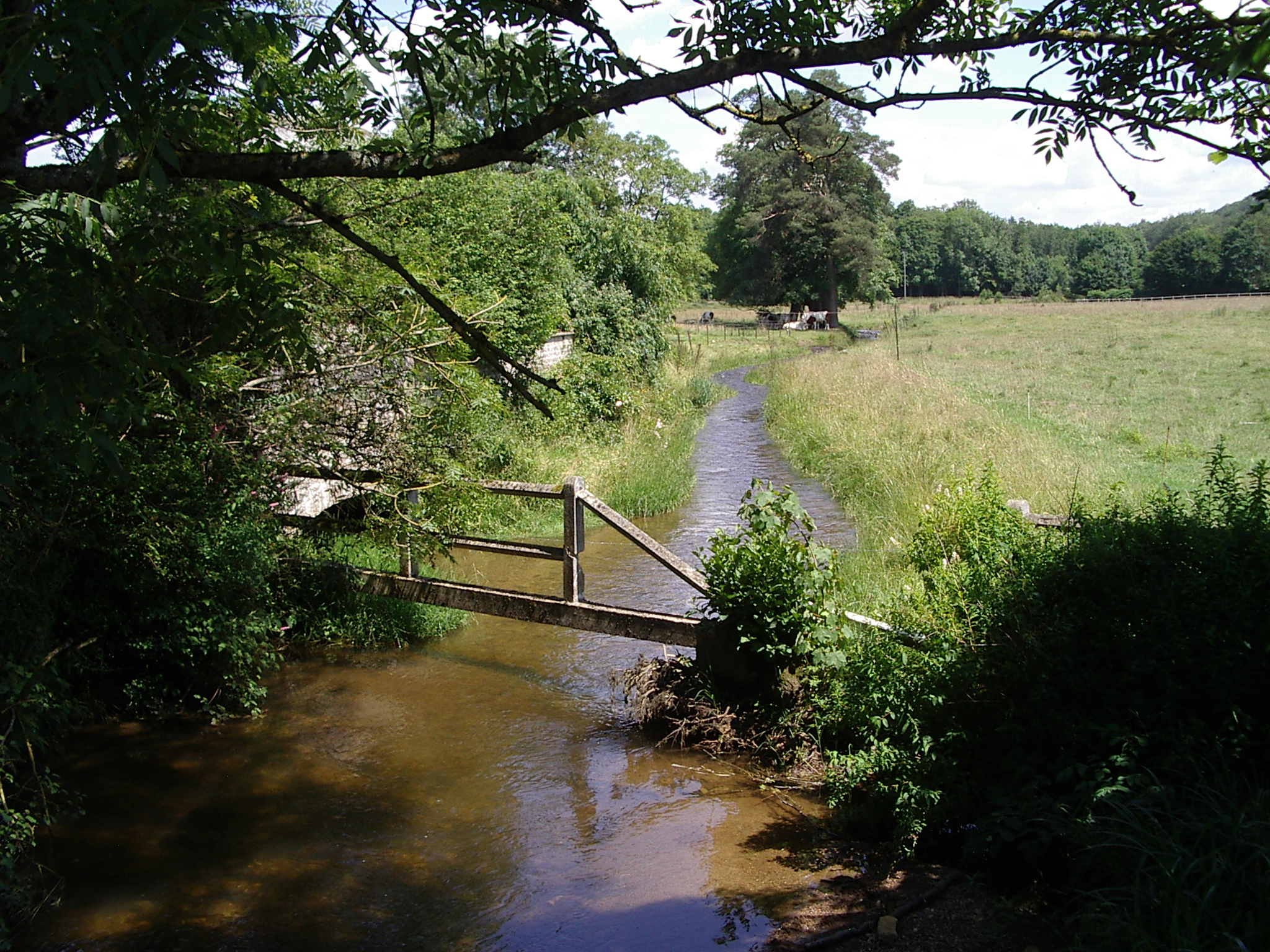
La Claire
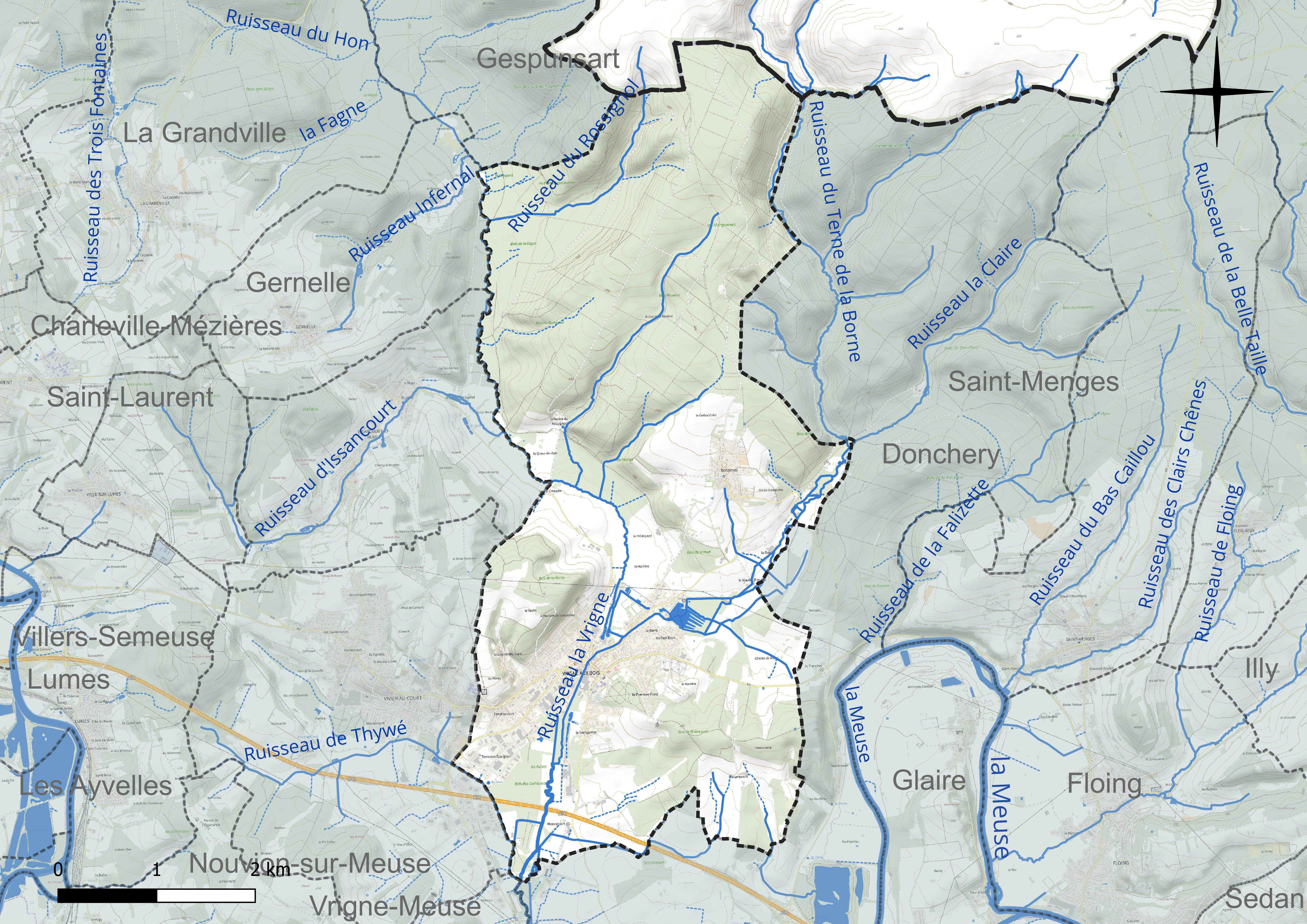
Réseau hydrographique de Vrigne aux Bois.

Un plan d'eau complète le réseau hydrographique : l'étang de Saint-Bâle (5 ha),.

### Climat
Pour des articles plus généraux, voir Climat du Grand Est et Climat des Ardennes.
En 2010, le climat de la commune est de type climat de montagne, selon une étude du Centre national de la recherche scientifique s'appuyant sur une série de données couvrant la période 1971-2000. En 2020, Météo-France publie une typologie des climats de la France métropolitaine dans laquelle la commune est exposée à un climat océanique altéré et est dans la région climatique Lorraine, plateau de Langres, Morvan, caractérisée par un hiver rude (1,5 °C), des vents modérés et des brouillards fréquents en automne et hiver.
Pour la période 1971-2000, la température annuelle moyenne est de 9,5 °C, avec une amplitude thermique annuelle de 15,3 °C. Le cumul annuel moyen de précipitations est de 930 mm, avec 14 jours de précipitations en janvier et 9,6 jours en juillet. Pour la période 1991-2020, la température moyenne annuelle observée sur la station météorologique de Météo-France la plus proche, « Charleville-Méz. », sur la commune de Charleville-Mézières à 11 km à vol d'oiseau, est de 9,9 °C et le cumul annuel moyen de précipitations est de 928,4 mm. 
La température maximale relevée sur cette station est de 39,2 °C, atteinte le 25 juillet 2019 ; la température minimale est de −17,5 °C, atteinte le 1er janvier 1997,,.
Les paramètres climatiques de la commune ont été estimés pour le milieu du siècle (2041-2070) selon différents scénarios d'émission de gaz à effet de serre à partir des nouvelles projections climatiques de référence DRIAS-2020. Ils sont consultables sur un site dédié publié par Météo-France en novembre 2022.

## Urbanisme

### Typologie
Au 1er janvier 2024, Vrigne aux Bois est catégorisée petite ville, selon la nouvelle grille communale de densité à 7 niveaux définie par l'Insee en 2022.
Elle appartient à l'unité urbaine de Vrigne aux Bois, une agglomération intra-départementale dont elle est ville-centre,. Par ailleurs la commune fait partie de l'aire d'attraction de Charleville-Mézières, dont elle est une commune de la couronne,. Cette aire, qui regroupe 132 communes, est catégorisée dans les aires de 50 000 à moins de 200 000 habitants,.

## Toponymie
Voir celle de Vrigne-aux-Bois.

## Histoire
Il convient de se reporter aux articles consacrés aux anciennes communes fusionnées pour leurs histoires antérieures à la fusion.
Après accord unanime des conseillers municipaux concernés, la commune nouvelle fusionnant  Vrigne-aux-Bois et Bosseval-et-Briancourt est constituée par l'arrêté préfectoral du 15 novembre 2016 qui a pris effet le 1er janvier 2017,

## Politique et administration

### Rattachements administratifs et électoraux
La commune se trouve dans l'arrondissement de Sedan du département des Ardennes.
Pour les élections départementales, la commune fait partie  du canton de Sedan-1
Pour l'élection des députés, elle fait partie de la troisième circonscription des Ardennes .

### Intercommunalité
Vrigne aux Bois est membre de la communauté d'agglomération dénommée Ardenne Métropole, un établissement public de coopération intercommunale (EPCI) à fiscalité propre créé en 2014 et auquel la commune a transféré un certain nombre de ses compétences, dans les conditions déterminées par le code général des collectivités territoriales.

### Liste des maires
| Période         | Période                       | Identité         | Étiquette | Qualité |
| --------------- | ----------------------------- | ---------------- | --------- | --- |
| 17 janvier 2017 | En cours (au 17 juillet 2020) | Patrick Dutertre | DVG       | Professeur certifié en construction mécanique industrielle Maire de Vrigne-aux-Bois (2008 → 2016) Vice-président de la CA Ardenne Métropole (2020 → ) Réélu pour le mandat 2020-2026, |

### Liste des communes déléguées
| Nom                     | Code Insee | Intercommunalité              | Superficie (km2) | Population (dernière pop. légale) | Densité (hab./km2) |
| ----------------------- | ---------- | ----------------------------- | ---------------- | --------------------------------- | ------------------ |
| Vrigne-aux-Bois (siège) | 08491      | CA Charleville-Mézières/Sedan | 8,04             | 3 305 (2014)                      | 411                |
| Bosseval-et-Briancourt  | 08072      | CA Charleville-Mézières/Sedan | 14,53            | 411 (2014)                        | 28                 |

### Jumelages
- Ardin (France), dans le département  des Deux-Sèvres en Nouvelle-Aquitaine.
- Tabarz/Thüringer Wald (Allemagne), de l'arrondissement de Gotha en Thuringe.

## Population et société

### Démographie
| 1968  | 1975  | 1982  | 1990  | 1999  | 2007  | 2012  | 2017  |
| ----- | ----- | ----- | ----- | ----- | ----- | ----- | ----- |
| 4 078 | 4 125 | 4 228 | 4 121 | 4 071 | 3 925 | 3 785 | 3 623 |

### Enseignement
La commune, qui dépend de l'Académie de Reims, dispose d'école maternelle et d'écoles primaires et secondaire :
- école maternelle Jean MONNET
- école primaire Émile ZOLA[22] ;
- école primaire Jean JAURÈS (84 élèves)[23];
- collège d'enseignement secondaire Louis PASTEUR[24].

### Cultes
L'église catholique de Vrigne aux Bois dépend de la paroisse de Église Saint-Éloi-des-fonderies de Vivier-au-Court, et du Diocèse de Reims.

## Économie
Il convient de se reporter aux articles consacrés aux anciennes communes fusionnées.

## Culture locale et patrimoine

### Lieux et monuments

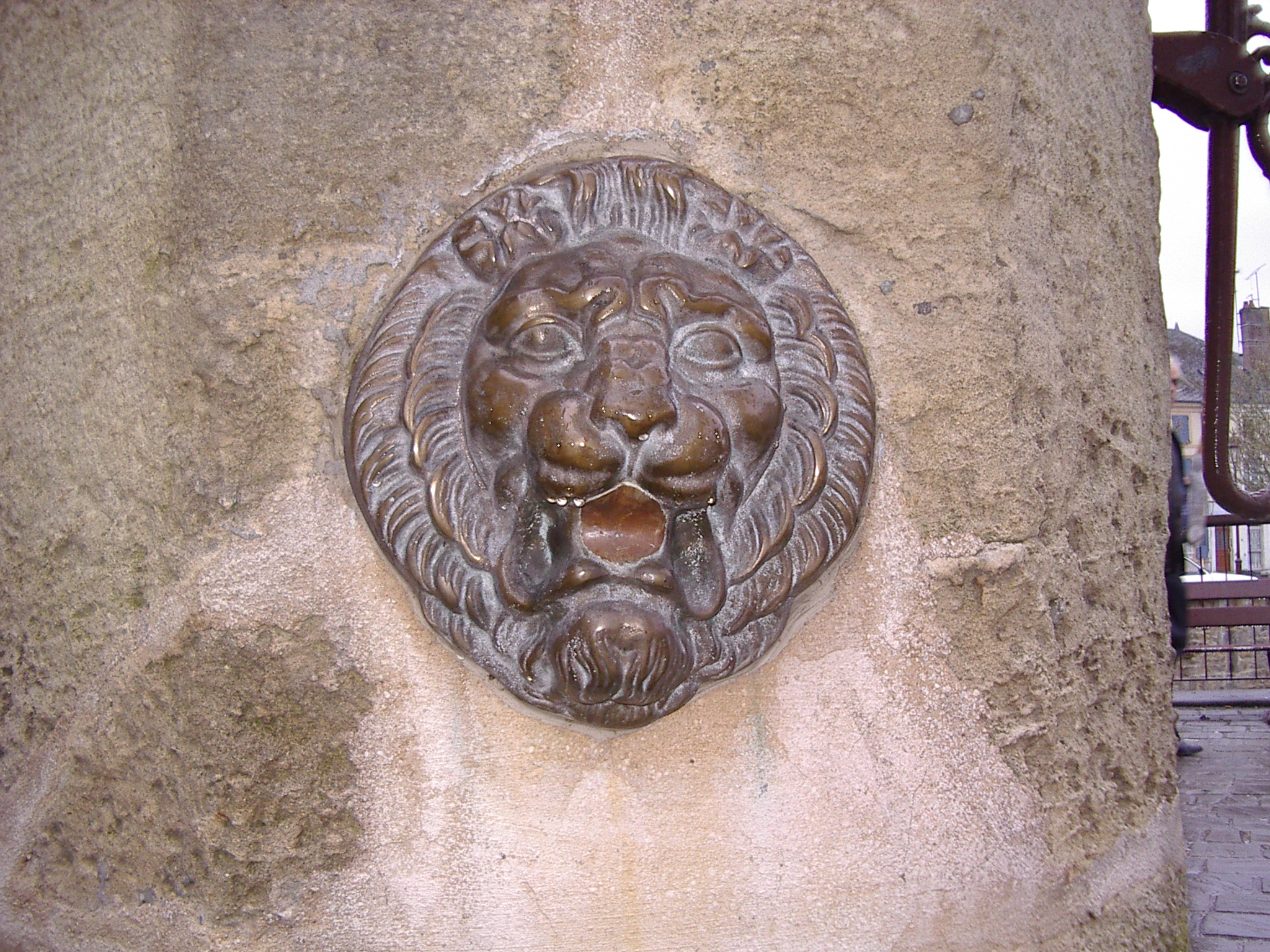
Médaillon sur la fontaine.

- Église moderne et statue de saint Pierre (XVIIIe siècle), à Vrigne-aux-Bois.

L'ancienne église paroissiale fut construite sur une parcelle de terrain du parc du château grâce à la générosité de Madame Gendarme. Endommagée durant la seconde guerre mondiale, elle est laissée à l'abandon et détruite en 1950..
Seule subsiste une chapelle, de nos jours, accolée à l'église moderne. Cette chapelle est ornée de vitraux réalisés par Claudius Lavergne.
- Église Saint-Charles Borromée à Bosseval-et-Briancourt
- Forge de Vrigne-aux-Bois. Les bâtiments du 1er quart XIXe siècle, inscrits à l’inventaire supplémentaire des monuments historiques en 1991[27].

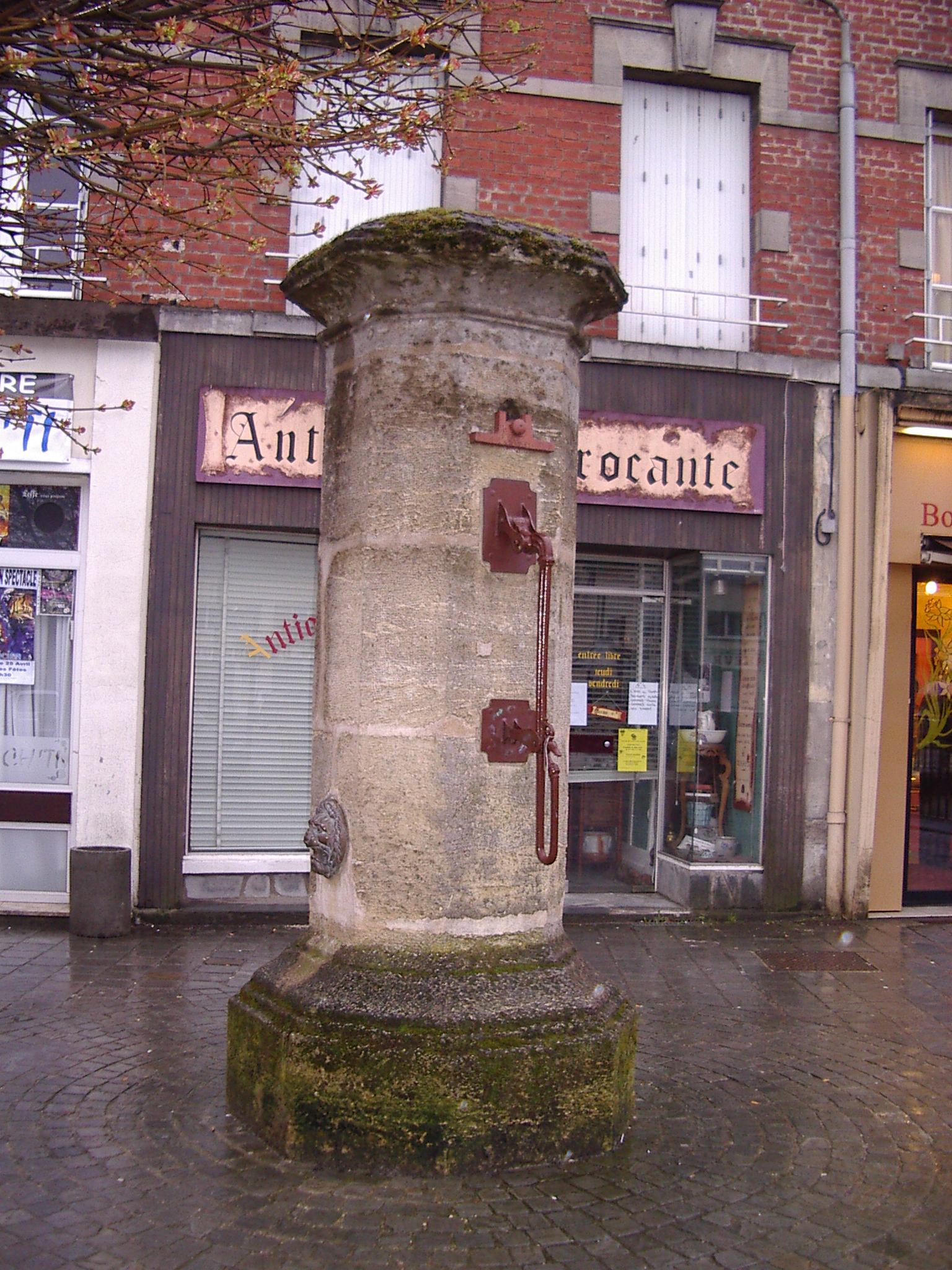
Fontaine de Vrigne-aux-Bois
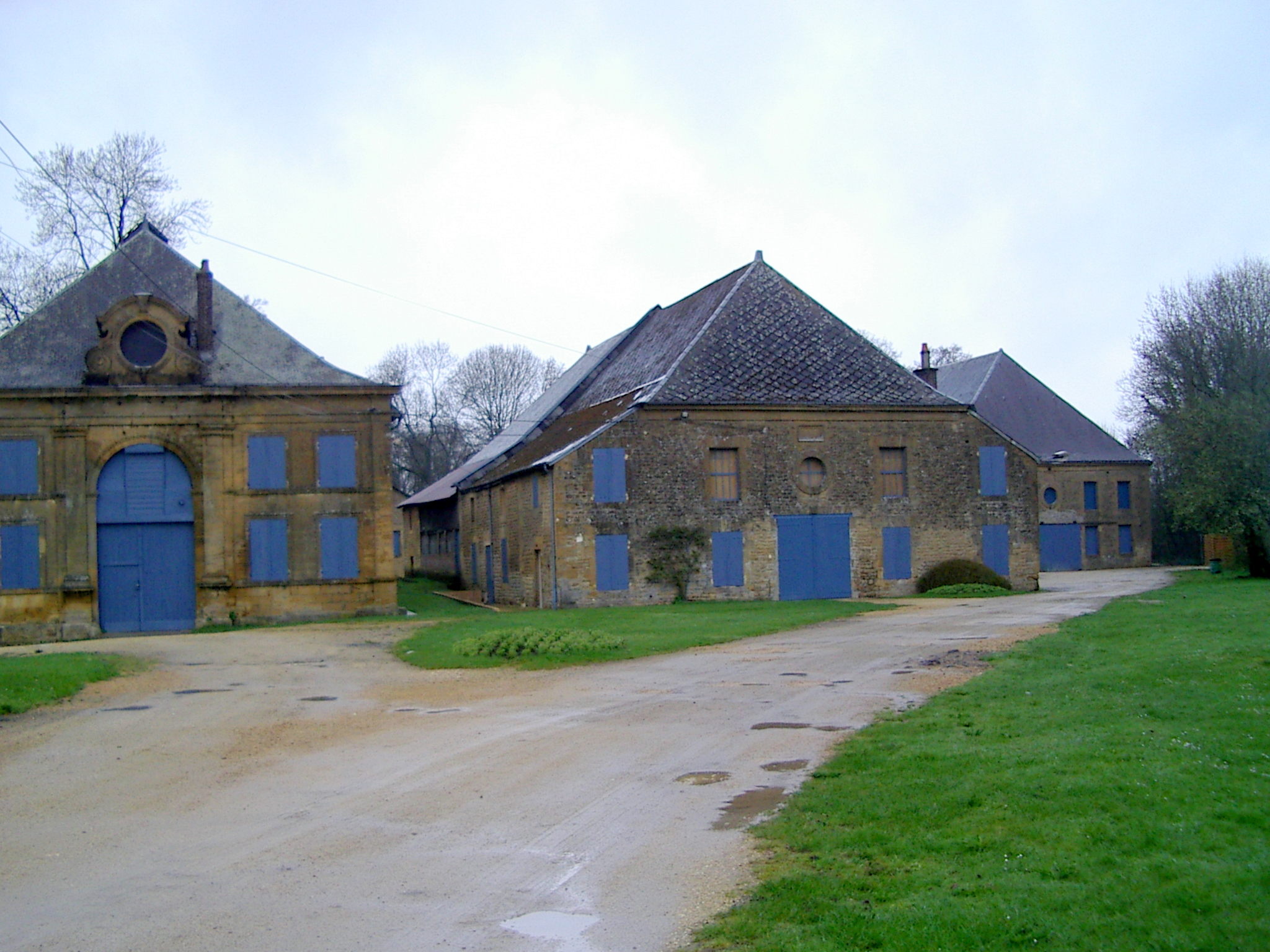
Forge Gendarme à Vrigne-aux-Bois
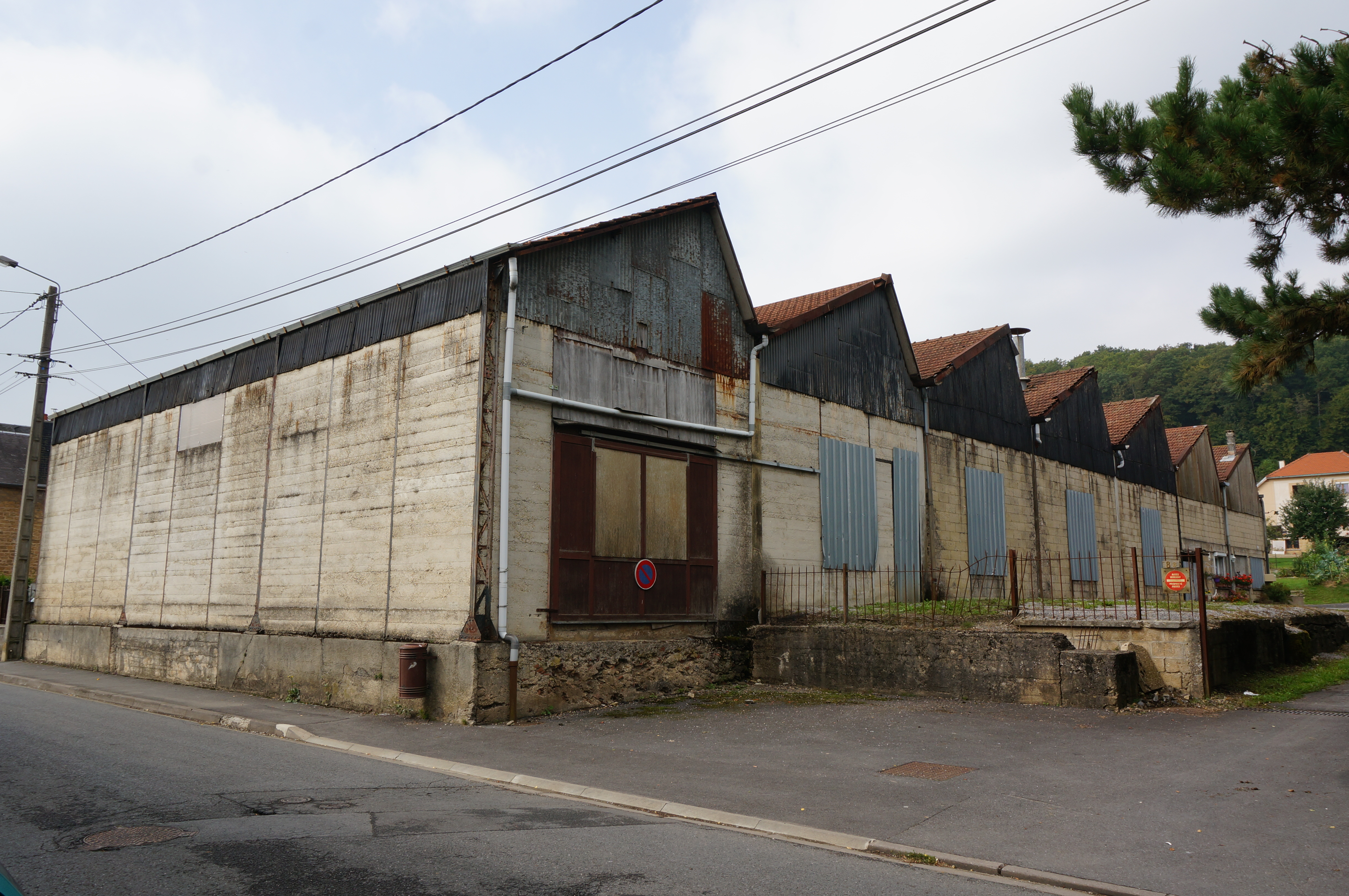
Usine Hody à Vrigne-aux-Bois.
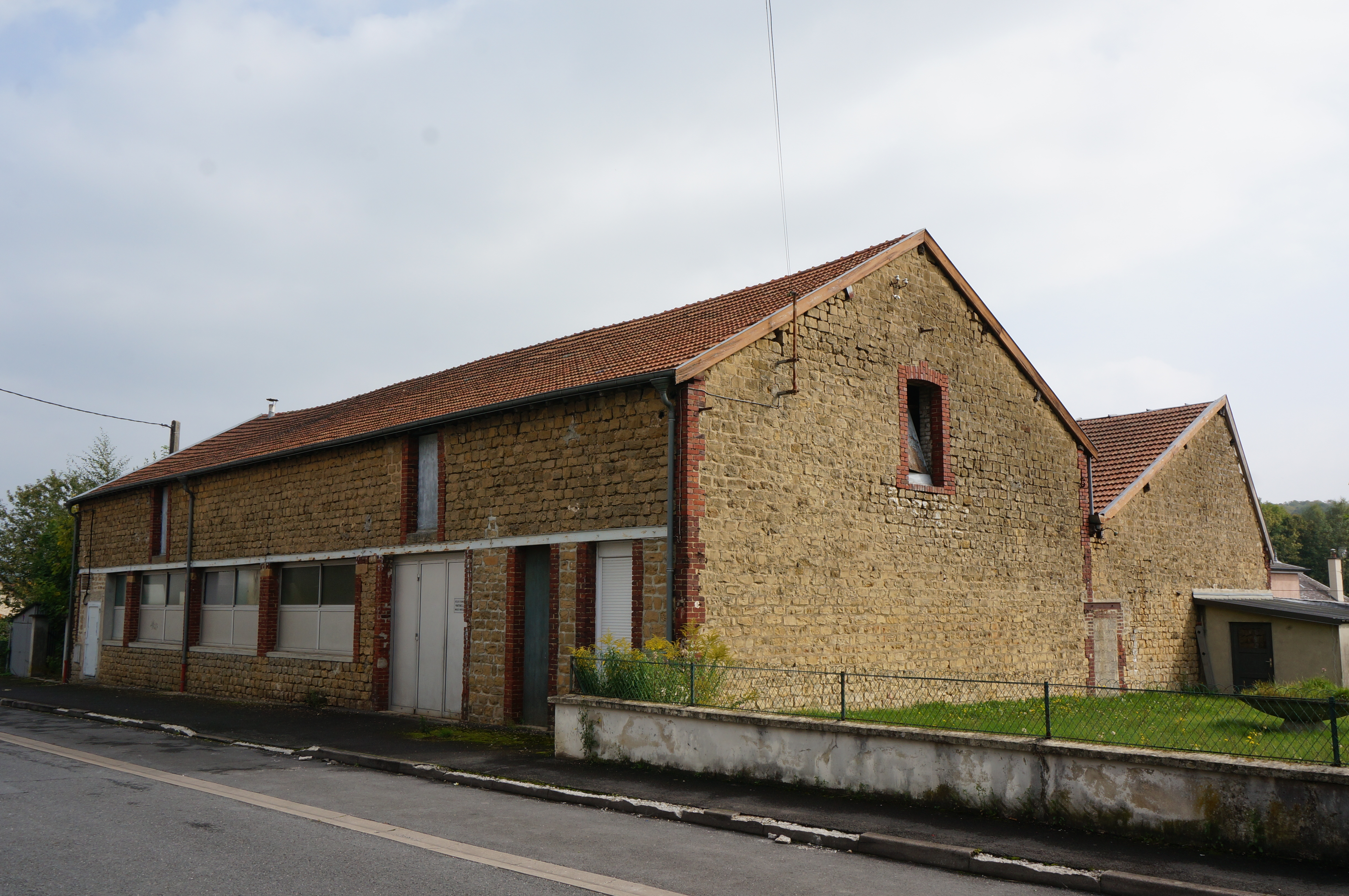
Usine Cunin Martinelli à Vrigne-aux-Bois.
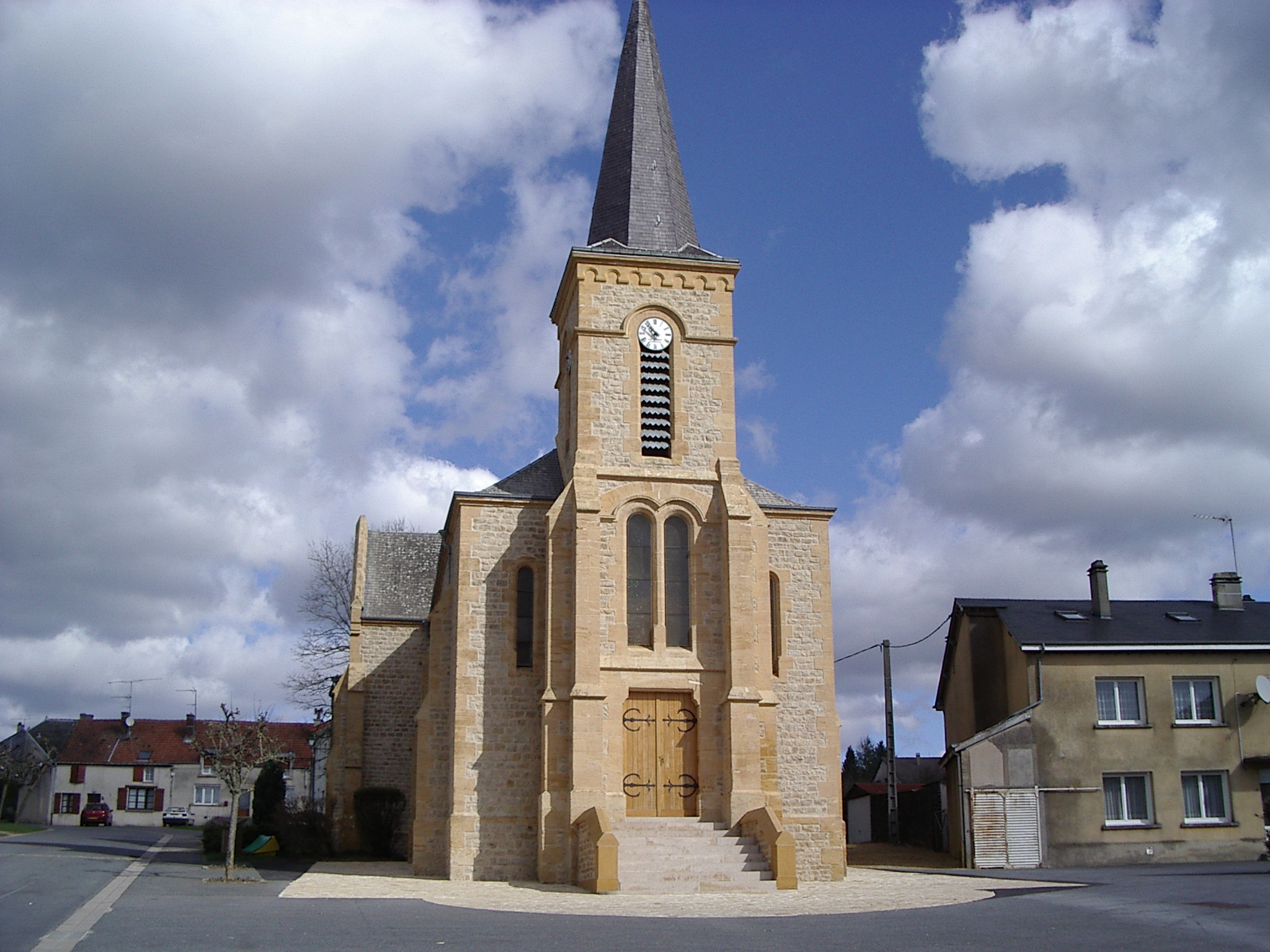
L'église Saint-Charles Borromée  de Bosseval-Briancourt

### Personnalités liées à la commune
- Guy XVII de Laval et Claude de Foix, fondateurs du village de Bosseval-et-Briancourt vers 1545-1546[réf. nécessaire].
- Jean-Nicolas Gendarme (1769-1845), né et mort dans la commune, maître de forges français.